# Wilhelm Müller (Buddhist)
Wilhelm Müller (* 1912 in Hornhausen, Landkreis Oschersleben (Bode); † 1990) war ein Sozialist, Widerstandskämpfer gegen den Nationalsozialismus und exponierter Buddhist.

## Leben und Wirken
Wilhelm Müller war das fünfte Kind einer Arbeiterfamilie. 1913 zog seine Familie nach Moers, wo sich zeitlebens Müllers Wohnsitz befand. Wie sein Vater ergriff er den Beruf des Bergmanns. Früh wurde Müller Mitglied der Sozialistischen Arbeiter-Jugend und des Kommunistischer Jugendverband Deutschlands (1920). Er trat engagiert gegen den Aufstieg des Nationalsozialismus ein und ging 1933 nach der Machtergreifung der NSDAP mit einigen Genossen in die Illegalität. Sie entwickelten ein Verteilersystem für antifaschistische Druckschriften. „Außerdem richteten wir Zersetzungszellen in der ‚Hitlerjugend’ und im Arbeitsdienst ein.“ Noch 1933 wurde Müller verhaftet und zu einer mehrjährigen Gefängnisstrafe verurteilt, die ihn in die Jugendstrafanstalt Krefeld-Anrath, die heutige Justizvollzugsanstalt Willich, und das Zuchthaus Hameln führte. In der Haft begegnete er durch Lektüre dem Buddhismus.
Nach 1945 engagierte sich Müller zunächst bei dem Versuch, die Freie sozialistische Jugend zu reaktivieren. Schließlich regte er deren Anschluss an die Jugendorganisation Die Falken an und wirkte selbst in der Bildungsarbeit der Falken mit. Ab Sommer 1950 zog er sich aus der parteipolitischen Arbeit zurück, um sich immer mehr dem Buddhismus zu widmen. Er korrespondierte zunächst mit Georg Grimm, um seine Fragen zu klären. Dann schloss er sich Martin Steinke als Schüler an, mit dem es über die Frage der Bedeutung des Tierschutzes, der Müller ein besonderes Anliegen war, zum Konflikt kam.
Nachdem der von Lama Anagarika Govinda gegründete Orden Arya Maitreya Mandala 1952 in Deutschland seine Tätigkeit aufgenommen hatte, wurde Müller am 20. September 1953 durch Lionel Stützer in Berlin in diesen aufgenommen. Er erhielt den Ordinationsnamen Anagarika Subhuti (Anāgārika Subhūti). Müller gründete und betreute eine Buddhistische Gemeinde am Niederrhein, für die er im Garten seines Hauses einen kleinen Tempel errichtete. Seit 1957 gab Müller die buddhistische Zeitschrift Der Pfad heraus. Dabei war es ihm ein Anliegen, „vor allem den einfachen Arbeitern die befreiende Lehre des Buddha zu vermitteln.“ Dabei erregten Müller und seine Aktivitäten in einer Zeit, als der Buddhismus noch wenig in der europäischen Öffentlichkeit präsent war, Interesse bei den Medien.
Müller trat als engagierter Buddhist hervor. Er entwickelte unter anderem Sozialprogramme für drogengefährdete Jugendliche, die er unter anderem in Tierschutz-Projekte einband, und beriet Kriegsdienstverweigerer. Seine sozialen Aktivitäten sah Müller als „Erfüllung seines Bodhisattva-Gelübdes, ‚allen Wesen in der Welt’ behilflich zu sein. Wilhelm Müller starb 1990 im Alter von 78 Jahren. Seine Überzeugung war: ‚Niemand kann, nach der Lehre des Buddha, seine eigene Erlösung verwirklichen, ohne sich auch für das Wohlergehen der Anderen – Menschen und Tiere – einzusetzen.’“

## Veröffentlichungen
Müller veröffentlichte in der Regel unter seinem Ordinationsnamen Anagarika Subhuti
- „’Friede allen Wesen’: Eine Meditation als Weg hin zu liebevoller Zuwendung.“ In: Michael Klöcker, Udo Tworuschka (Hrsg.): Miteinander, was sonst? Multikulturelle Gesellschaft im Brennpunkt. Köln und Wien: Böhlau 1990, ISBN 9783412028909, S. 193–195
- Michael Klöcker und Dieter Koch: Buddhistische Predigten am Niederrhein. Moers o. J. ISBN 3-412-06189-1

## Einzelbelege
1. ↑  Zu Müller Leben und Wirken vgl. Alois Payer: Wilhelm Müller. Vom Kommunisten zum Buddhisten. (= Materialien zum Neobuddhismus) 3. Deutschland. 5. Buddhismus in Deutschland zwischen den beiden Weltkriegen. Fassung vom 30. Juli 2005
2. ↑  Wilhelm Müller: Die Geschichte meines Lebens. In: Bodhi Baum. 18. Jahrgang 1993, Nr. 1, ISSN 1018-6204, S. 26–32
3. ↑  Klaus-Josef Notz: Der Buddhismus in Deutschland in seinen Selbstdarstellungen: eine religionswissenschaftliche Untersuchung zur religiösen Akkulturationsproblematik. Lang Verlag 1984, S. 85, ISBN 978-3-8204-7948-5, S. 85
4. ↑  Heinz Bechert: Buddhismus, Staat und Gesellschaft in den Ländern des Theravāda-Buddhismus, Band 3 (= Schriften des Instituts für Asienkunde in Hamburg), ISBN 978-3-447-01492-2, S. 331
5. 1 2  Franz-Johannes Litsch: „Engagierter Buddhismus im deutschsprachigen Raum.“ (Memento des Originals vom 12. März 2013 im Internet Archive)  Info: Der Archivlink wurde automatisch eingesetzt und noch nicht geprüft. Bitte prüfe Original- und Archivlink gemäß Anleitung und entferne dann diesen Hinweis.
6. ↑  Über Müller berichtete zum Beispiel das Fernseh-Feature von Michael Klöcker und Dieter Koch: Anagarika Subhuti. Ein Buddhist am Niederrhein.  In: WDR-Fernsehen, III. Programm, Sendereihe: Länderspiegel, 27. Mai 1985, 21.45–22.15
7. ↑  Christopher S. Queen: Engaged Buddhism in the west. Wisdom Publications 2000, ISBN 978-0-86171-159-8, S. 429

| Personendaten    | Personendaten                                                                   |
| ---------------- | ------------------------------------------------------------------------------- |
| NAME             | Müller, Wilhelm                                                                 |
| KURZBESCHREIBUNG | deutscher Sozialist, Widerstandskämpfer gegen den Nationalsozialismus, Buddhist |
| GEBURTSDATUM     | 1912                                                                            |
| GEBURTSORT       | Oschersleben                                                                    |
| STERBEDATUM      | 1990                                                                            |